# 兼子仁
兼子 仁（かねこ まさし、1935年2月28日 - ）は、日本の法学者。専攻は、フランス行政法・地方自治法・情報法・教育法。学位は、法学博士（東京大学・1965年）（学位論文「行政行為の公定力の理論」）。旧・東京都立大学名誉教授。前川崎市市民オンブズマン代表。元神奈川県個人情報保護審議会会長。東京都出身。

## 親族
民事訴訟法学者で中央大学総長、東京帝国大学教授の加藤正治を祖父に、民事訴訟法学者で東京大学教授の兼子一を父に持つ。叔父に心理学者で早稲田大学生産研教授等を務めた兼子宙、義弟に民事訴訟法学者で駿河台大学学長、元法制審議会会長の一橋大学名誉教授竹下守夫がいる。

## 略歴
- 1957年 東京大学法学部卒業、同助手（学士助手）
- 1960年 東京都立大学専任講師
- 1975年 東京都立大学法学部教授、法学部長
- 1994年 日本学術会議会員（～1997年）
- 1998年 東京都立大学定年退職、名誉教授
- 2000年 行政書士試験・試験委員長
- 2001年 川崎市市民オンブズマン（～2007年）

## 著書
- 『行政行為の公定力の理論』東京大学出版会　1960
- 『教育法』（有斐閣法律学全集、1963年）
- 『教育法学と教育裁判』（勁草書房、1969年）
- 『現代フランス行政法』有斐閣　1970
- 『行政法事例研究』学陽書房　1971
- 『国民の教育権』（岩波新書、1971年）
- 『教育権の理論』（勁草書房、1976年）
- 『入門教育法』総合労働研究所　1976　教育を考えるシリーズ
- 『条例をめぐる法律問題』条例研究叢書　学陽書房　1978
- 『行政法総論』（筑摩書房、1983年）
- 『地方自治法』（岩波新書、1984年）
- 『行政法と特殊法の理論』（有斐閣、1989年）
- 『行政手続法』（岩波新書、1994年）
- 『行政法学』（岩波書店、1997年）
- 『日本の自由教育法学』（学陽書房、1998年）
- 『新地方自治法』（岩波新書、1999年）
- 『地方分権と法解釈の自治』北海道町村会　1999　地方自治土曜講座ブックレット
- 『情報公開審査会Q&Aマニュアル』（ぎょうせい、2000年）
- 『自治体・住民の法律入門』（岩波新書、2001年）
- 『行政書士法コンメンタール』（北樹出版、2004年）
- 『自治体行政法入門　法務研修・学習テキスト』（北樹出版、2006年）
- 『地方公務員法 法務研修・学習テキスト』（北樹出版、2006年）
- 『地方自治ことばの基礎知識：キーワードを通して地域主権を考える』（ぎょうせい、2010年）
- 『変革期の地方自治法』（岩波新書、2012年）
- 『政策法務の新しい実務Q&A - 法務と各課のつき合い方』（第一法規、2017年）
- 『地域自治の行政法　地域と住民でつくる自治体法 』（北樹出版、2017年）
- 『私の法解釈学の成立ちと焦点──現行法の条理を解明』（編集工房悠々、2017年）[1]
- 『地域自治法学 論集』（編集工房悠々、2018年）[2]

## 共編著
- 『教育裁判判例集』[1]編　東京大学出版会 1964
- 『教育法制』山本敏夫共編著　学文社　1970
- 『教室から法廷へ 学テ裁判と教師』五十川偉臣共著　勁草書房　1973　教育法学叢書
- 『行政法判例集 演習研究』室井力共編　学陽書房　1973-75
- 『教育行政と教育法の理論』永井憲一,平原春好共編　東京大学出版会　1974
- 『教育と人権』堀尾輝久共著　岩波書店　1977　現代法叢書
- 『教育の法律相談』青木宗也共編著　総合労働研究所　1977
- 『判例からみた教育法』佐藤司共著　新日本法規出版　1977
- 『地方自治法』室井力共編　日本評論社　1978　別冊法学セミナー
- 『教育小六法』共編　学陽書房、1978-
- 『教育法規事典』神田修共編著　北樹出版　1979
- 『教育裁判』吉川基道共著　学陽書房　1980
- 『自治体行政の法と制度』原田尚彦共編著　学陽書房　1980
- 『市民のための行政争訟』北野弘久共編　勁草書房　1981
- 『放置自転車条例』関哲夫共編著　北樹出版　1983
- 『空き缶対策条例』関哲夫共編著　北樹出版　1984　条例検討シリーズ
- 『飼い犬・ペット条例』関哲夫共編著　北樹出版　1984　条例検討シリーズ
- 『環境アセスメント条例』関哲夫共編著　北樹出版　1984　条例検討シリーズ
- 『湖沼水質保全条例 洗剤規制問題を考える』関哲夫共編著　北樹出版　1984　条例検討シリーズ
- 『情報公開条例』関哲夫共編著　北樹出版　1984　条例検討シリーズ
- 『資料中野区・教育委員準公選を知るために』神田修共編　エイデル研究所　1985
- 『自治体行政法事典』関哲夫共編著　北樹出版　1987
- 『西ドイツの行政行為論』編著　成文堂　1987
- 『地方自治法』礒野弥生共編　学陽書房、1989　自治体法学全集
- 『教育法』神田修共編著　北樹出版　1995　ホーンブック
- 『行政手続条例制定の手引』椎名慎太郎共編著　学陽書房　1995
- 『地方分権』村上順共著　弘文堂　1995　憲法問題双書
- 『手続法的行政法学の理論』磯部力共編　勁草書房　1995
- 『学校の情報公開』早川昌秀共著　ぎょうせい　1998
- 『教育裁判判例集』編　日本図書センター　1998　日本現代教育基本文献叢書 教育基本法制コンメンタール
- 『日本の自由教育法学 新たな集成と検証』市川須美子共編著　学陽書房　1998
- 『教育法規新事典』神田修共編著　北樹出版　1999
- 『情報公開Q&Aハンドブック』千葉和廣共著　ぎょうせい　2000
- 『学校の個人情報保護・情報公開』蛭田政弘共著　ぎょうせい　2007
- 『情報公開実務指針 自治体審査会答申事例を踏まえて』室井敬司共編　ぎょうせい　2007
- 『政策法務事典』北村喜宣,出石稔共編　ぎょうせい　2008
- 『自治体の出訴権と住基ネット 杉並区訴訟をふまえて』阿部泰隆共編　信山社　2009

## 翻訳
- 『フランス市町村法典』磯部力共訳　地方自治総合研究所　1979
- J.リヴェロ『フランス行政法』共編訳　東京大学出版会　1982
- P.ウェール, D.プイヨー『フランス行政法 判例行政法のモデル』滝澤正共訳　三省堂　2007